# Vredenburg

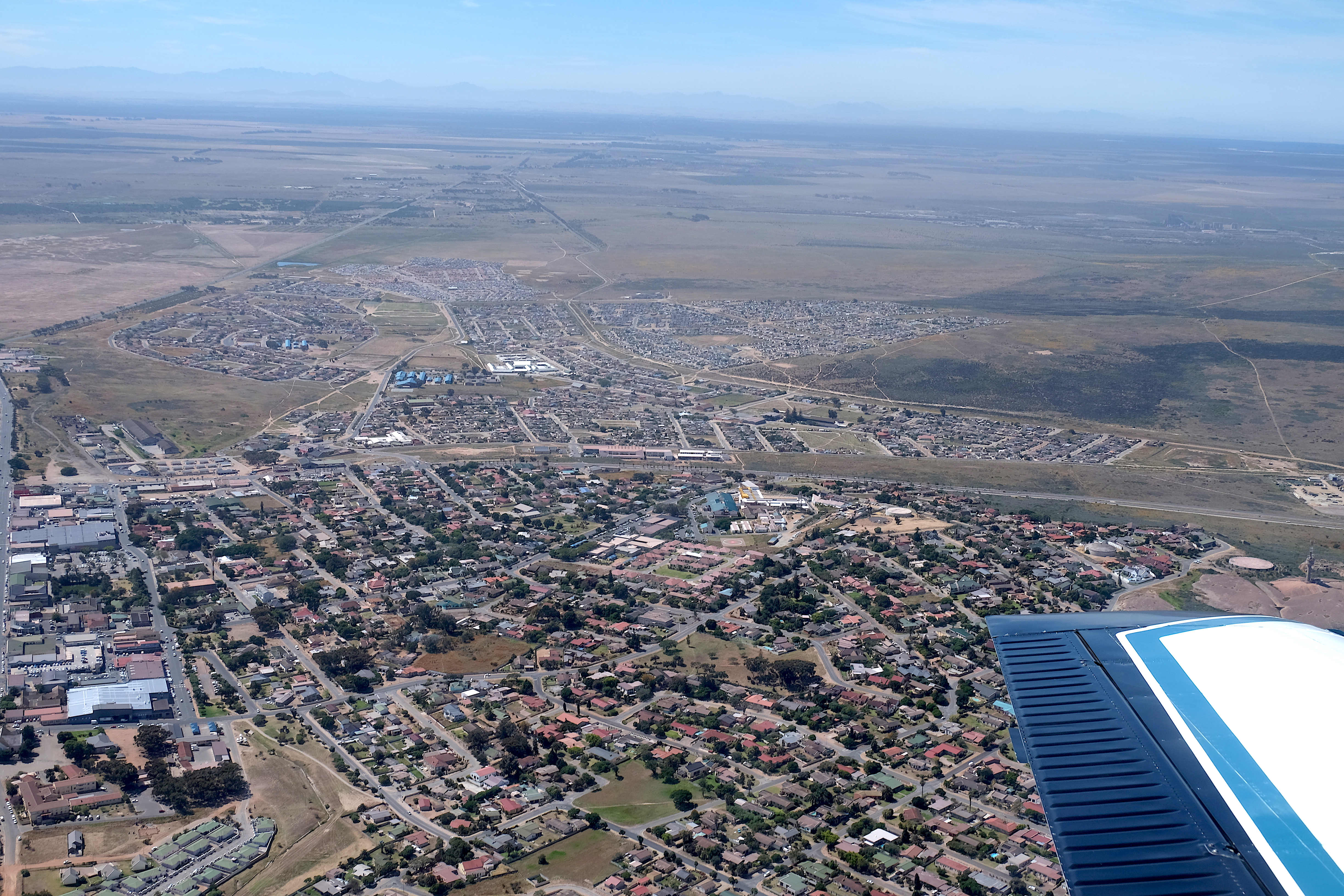
Vredenburg Luftaufnahme (2016)

Vredenburg ist eine Stadt in der südafrikanischen Provinz Westkap (Western Cape). Sie ist Verwaltungssitz der Gemeinde Saldanha Bay im Distrikt West Coast.

## Geographie
Im Jahr 2011 hatte Vredenburg 38.382 Einwohner. Rund 69 % von ihnen gaben Afrikaans als Muttersprache an. Zum Stadtgebiet gehören die Townshipsiedlungen Louwville und Ongegund. Die Stadt liegt auf der West Coast Peninsula zwischen der Saldanha Bay im Süden und der St Helena Bay im Norden und ist rund zwölf Kilometer vom Atlantischen Ozean entfernt. Bis Kapstadt im Süden sind es etwa 130 Kilometer.

## Geschichte
1875 wurde der Ort als Sitz einer Gemeinde der Niederländisch-reformierten Kirche gegründet. Ihr erster Name war Twisfontein (deutsch etwa „Zwistquelle“), weil sich zwei Farmer um die Quelle stritten. Später hieß der Ort Prosesfontein („Prozessquelle“) und schließlich, nach einer Versöhnung, Vredenburg (etwa „Friedensburg“).

## Wirtschaft und Verkehr
Haupteinnahmequellen sind die Verarbeitung von Fischen und der Tourismus. Zu den Attraktionen gehört der nahegelegene Fossil Park.
Vredenburg liegt am Ende der Fernstraße R45, die von Südwesten auf die Stadt zuläuft. Sie gabelt sich in drei Äste der R399, die nach Saldanha, Paternoster und Velddrif führen. Die Hopefield Railway zweigt in Kalbaskraal von der aus Kapstadt kommenden Hauptstrecke ab und führt über Vredenburg nach Saldanha. Sie wird nur im Güterverkehr bedient.

## Söhne und Töchter der Stadt
- Christiaan Bakkes (* 1965), Schriftsteller und Naturschützer
- Victor Hogan (* 1989), Diskuswerfer
- Lizaad Williams (* 1993), Cricketspieler